# Vāneq-e Pā'īn
Vāneq-e Pā'īn (persiska: وانق پائین, Vāneq-e Soflá, Vāneq-e Pā’īn) är en ort i Iran.   Den ligger i provinsen Östazarbaijan, i den nordvästra delen av landet, 400 km nordväst om huvudstaden Teheran. Vāneq-e Pā'īn ligger 1 859 meter över havet och antalet invånare är 252.
Terrängen runt Vāneq-e Pā'īn är kuperad åt sydost, men åt nordväst är den platt. Runt Vāneq-e Pā'īn är det ganska glesbefolkat, med 40 invånare per kvadratkilometer. Närmaste större samhälle är Jeldeh Bākhān, 9,5 km sydväst om Vāneq-e Pā'īn. Trakten runt Vāneq-e Pā'īn består i huvudsak av gräsmarker.